# Sindicatos de España

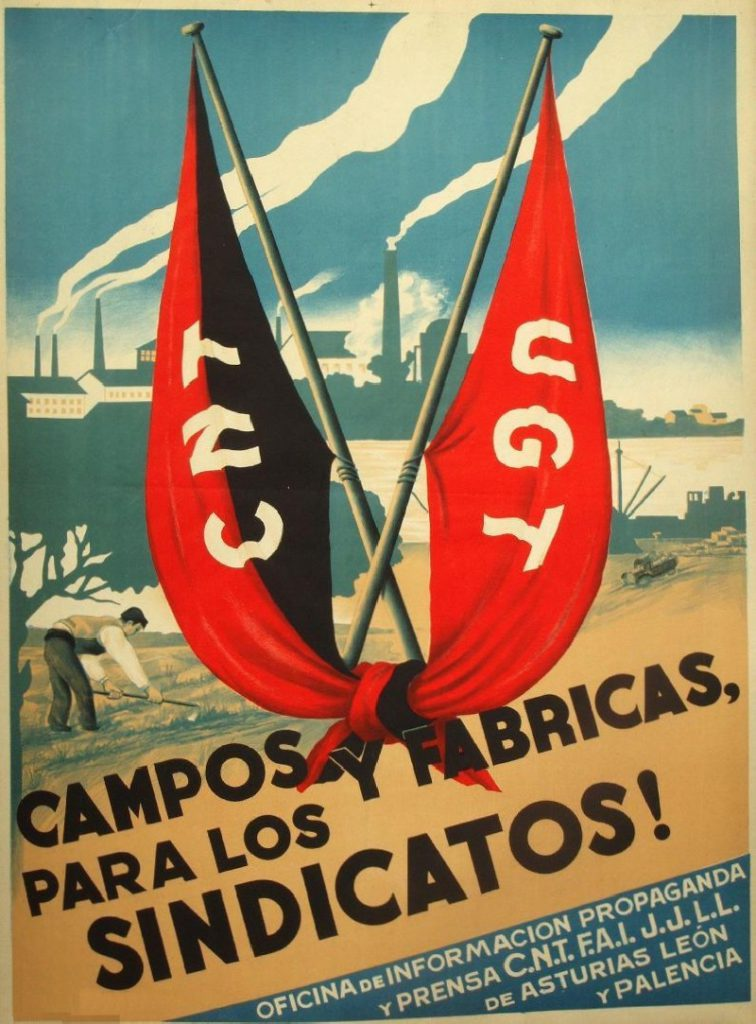
Cartel por la unidad de la CNT y la UGT

Los sindicatos en España están reconocidos en la Constitución de 1978, en la que se dice que el sindicato es «la organización que defiende los intereses de los trabajadores». Según la RAE, es la «asociación de trabajadores constituida para la defensa y promoción de intereses profesionales, económicos o sociales de sus miembros». Los sindicatos de ramo suelen asociarse para formar uniones o confederaciones sindicales. 
El primer sindicato en la historia del movimiento obrero en España fue la Asociación de Tejedores de Barcelona fundada legalmente en 1840 durante la Regencia de Espartero.
Siendo desde principios de siglo XX y hasta la llegada de la dictadura la CNT y la UGT los principales sindicatos. Durante los últimos años de dictadura el principal llegó a ser las clandestinas e ilegales Comisiones Obreras. Con la llegada de la transición, a las recién legalizadas CCOO se le suma de nuevo la UGT, siendo desde entonces estos dos los sindicatos mayoritarios en el país, aunque existiendo muchos otros de toda índole (nacionalistas, anarcosindicalistas, profesionales, amarillistas...) con una presencia variable dependiendo del sector y la región.